# Завадський потік
Завадський потік (словац. Závadský potok) — річка; ліва притока Вагу, протікає в окрузі Жиліна.
Довжина приблизно 7,5—8,0 км. Витік знаходиться в масиві Жилінські пагорби — на висоті приблизно 490 метрів.
Протікає територією сіл Долни Грічов; Паштіна Завада і Грічовське Подграддя.. Впадає у Ваг на висоті приблизно 305—310 метрів.